# アリソン・ブラウン
アリソン・ブラウン (Alison Brown 1962年8月7日 - ) は、アメリカ合衆国のバンジョーおよびギター奏者。ソフト・ナイロン弦のバンジョー演奏で知られる。グラミー賞受賞者であり、彼女のユニークな奏法は奇才ベラ・フレックと比較されることが多い。ジャンルとしてはブレンド・ジャズ、ブルーグラス、ロック、ブルースなど多岐にわたる。

## 生い立ち
コネチカット州ハートフォードで生まれ、8歳からギター演奏、10歳からバンジョー演奏を学んだ。12歳の時、フィドル奏者のスチュアート・ダンカンと出会った。1978年夏、ダンカンおよび彼の父親と共にフェスティバルやコンサートで演奏するために全米をまわった。カナディアン・ナショナル・バンジョー・チャンピオンシップで優勝し、『グランド・オール・オープリー』に出演した。

## ハーバード大学およびノーザン・ライツ
1980年、ハーバード大学に進学し、歴史や文学を学んだ。ハーバード大学卒業後、カリフォルニア大学ロサンゼルス校で経営学修士を取得した。
1982年、ハーバード大学在学中、5年間活動休止中であったブルーグラス・バンドのノーザン・ライツの再結成に携わり、1984年にカリフォルニア州に転居するまでこのバンドのメンバーとして活動した。サンフランシスコの金融機関スミス・バーニーで働いていたが、音楽活動のため退社した。

## ユニオン・ステーション他
1987年、アリソン・クラウスは自身のバンドのユニオン・ステーションにブラウンを誘い、3年間所属していた。1990年、ブラウンはテネシー州に転居し、1991年、国際ブルーグラス協会より最優秀バンジョー奏者賞を受賞した。1990年、ブラウンがバンジョーを演奏したクラウスのアルバム『I've Got That Old Feeling 』がグラミー賞を受賞した。
1992年、ブラウンはシンガーソングライターのマイケル・ショックドのバンドのバンド・リーダーとなった。この時の経験からブラウンはベラ・フレックやデビッド・グリスマンのようにブルーグラスにジャズやフォークの表現法を取り入るようになった。

## コンパス・レコード
1990年代初頭、ブラウンと夫でベース奏者のゲイリー・ウエストは独自のレコード・レーベルであるスモール・ワールド・ミュージックを創立した。1995年、コンパス・レコードと改名して、ヴィクター・ウッテン、コリン・ヘイ、ケイティ・カーティス、ルナザ、マーティン・ヘイズ、ジェフ・コフィン、ラス・バレンバーグ、ダロル・アンガーなどのアーティストが所属し国際的なレーベルとなった。

## グラミー賞
ベラ・フレックとコラボレートし、2000年のグラミー賞カントリー・インストゥルメンタル賞を受賞した。1990年にはアリソン・クラウスのグラミー賞アルバム『I've Got That Old Feeling 』に携わっており、1990年には自身のアルバム『Simple Pleasures 』でグラミー賞にノミネートされていた。2001年、自身のアルバム『Fair Weather 』の曲『Leaving Cottondale 』でグラミー賞カントリー・インストゥルメンタル賞を受賞した。

## アリソン・ブラウン・アンド・カルテット
2005年のアルバム『Stolen Moments 』がブラウンによると最も音楽的に最高の作品となった。公式サイトによるとブラウンはこのアルバムについて「ブルーグラス、ジャズ、ケルト音楽の調合が最高にうまくいった作品で、どのジャンルにも属しない」と語った。2007年、ブラウンは『アイリッシュ・アメリカ』誌において「南部の星」と称えられた。2009年のアルバム『The Company You Keep 』はアコースティックな違うジャンルをミックスする方法を継承し、新たな調合を生み出した。
その後も彼女のバンドであるカルテットと共に国際的に活動を続けている。ハーバード大学卒業生として、ドリュー・ギルピン・ファウストの学長就任式で演奏した。

## 日本との関わり
1991年10月、ブラウンは熊本県で行われた第3回カントリー・ゴールドにアリソン・クラウス&ユニオン・ステーションの一員として出演した。当時福岡県で活動していたファミリー・カントリー・バンドの中島ファミリーと交流するようになり、日本と関わりを持つようになっていった。2010年3月27日、2011年3月23日、在ナッシュビル日本総領事館が主催するナッシュビル桜祭りに出演した。2011年、鎌倉・ナッシュビル市民交流事業の一環で第1回ナッシュビル親善大使として鎌倉を訪れ、10月7日から13日に2002年以降9年ぶりの日本ツアーを行ない、これに伴い10月16日、第23回カントリー・ゴールドに友情出演した。2012年9月7日から15日にも日本ツアーを行なった。10月24日にはテネシー州ナッシュビルで行われたミュージック・シティ・ルーツでトミ藤山と共演した。

## ディスコグラフィ
ヴァンガード・レコード:
- Simple Pleasures (1990)
- Twilight Motel (1992)
- Look Left (1994)
- Quartet (1996)
- Best of the Vanguard Years (2002)
- Vanguard Visionaries (2007)

コンパス・レコード:
- Out of the Blue (1998)
- Fair Weather (2000)
- Replay (2002)
- Stolen Moments (2005)
- Evergreen (2008)
- The Company You Keep (2009)